# 毒島シリーズ
『毒島シリーズ』（ぶすじまシリーズ）は、中山七里による日本の推理小説のシリーズ。幻冬舎より2016年から刊行されている。
現在は作家で、元は検挙率1番の敏腕刑事だが退官後すぐに刑事技能指導者として再雇用されたという異色の経歴をもつ毒島真理を主人公としている。著者の別シリーズ・刑事犬養隼人に繋がるシリーズであり、毒島は犬養隼人の新人時代のトレーナー役をつとめていた。元々シリーズ化の予定はなかったが、編集者側のオファーにより第2作、第3作の執筆につながった。刑事ものでありながらピカレスクであるというのがシリーズの特徴となっている。
第1作の『作家刑事毒島』を執筆する際、「中山七里を主人公にしてくれ」をいうオファーがあったことから毒島は作家兼刑事と設定されたが、毒島＝中山七里ではないかという話は否定している。

## シリーズ一覧
作家刑事毒島
- 単行本：幻冬舎、2016年8月10日発売、ISBN 978-4-34-402976-7
- 文庫本：幻冬舎文庫、2018年10月10日発売、ISBN 978-4-34-442795-2、解説：知念実希人

毒島刑事最後の事件
- 初出：『小説幻冬』2017年10月号 - 2018年7月号
- 単行本：幻冬舎、2020年7月22日発売、ISBN 978-4-34-403644-4
- 文庫本：幻冬舎文庫、2022年10月6日発売、ISBN 978-4-34-443236-9、解説：芦沢央

作家刑事毒島の嘲笑
- 初出：『小説幻冬』2019年7月号 - 2020年4月号、「毒島刑事の嘲笑」を改題
- 単行本：幻冬舎、2022年7月21日発売、ISBN 978-4-34-403987-2
- 文庫本：幻冬舎文庫、2024年9月5日発売、ISBN 978-4-34-443412-7、解説：斜線堂有紀

作家刑事毒島の暴言
- 初出：『小説幻冬』2022年6月号 - 2023年3月号
- 単行本：幻冬舎、2024年9月19日発売、ISBN 978-4-34-404351-0

## 登場人物
毒島 真理（ぶすじま しんり）
新人賞を獲ってデビューした売り出し中のミステリ作家。本名は毒島真理と書いて「ぶすじままさと」と読む。神田神保町の中にある、ひときわ古びた外観の天ぷら屋の2階に事務所を構える。著書の多くは今どき珍しい熱血主人公が社会悪に立ち向かうような話で、実際の毒島からは想像できないような作風。ジェイムズ・エルロイの諸作に着想を得た「トリコロール」シリーズは累計発行部数50万部をこえ、コアなファンも多い。
実は元警視庁捜査一課麻生班所属で、階級は警部補。とびきり優秀な刑事で、検挙率1番のエースだった。昇進試験も楽々パスできるほどの頭脳を持ち合わせ、麻生より上の地位にいてもおかしくないが、出世をすれば直接追い詰める対象が犯人ではなく身内に限定されてしまうと理由から、昇進を望まない。麻生の先輩で年上だが、童顔と黒髪で実年齢よりも若く見える。「刑事犬養隼人」シリーズの主人公・犬養隼人の新人時代のトレーナー役をつとめており、彼のことは「犬ちゃん」と呼んでいた。相手の弱点を瞬時に把握するため、刑事として取り調べをしていた頃は、小指の先からへし折るようなえげつない尋問をするため凶悪犯も嫌がり、落ちなかった犯人は1人もいない。エピソード・ゼロであるシリーズ第2作『毒島刑事最後の事件』で、送検前の犯人に熾烈な取り調べをした挙句、自殺をさせてしまったことを重く見た警視庁が処分を決定。しかしそれを発令する前に自ら依願退職して退官したが、突出した能力と業績を見込まれ、すぐに刑事技能指導員として再雇用された。作家デビューは退職直後だったが、ついた担当編集者がどの人物も優秀だったのが恵まれていたと感じている。
見た目はこの上なく温和で、虫も殺さないような善人面をしているが、“超”のつく毒舌で、皮肉を言わせれば日本一。笑う時は「ふふ、ふふ、うふふふふふふ」という意地の悪そうな、独特な忍び笑いをする。名前の通り「毒を以て毒を制す」トリックスター。感情的にはならず、徹頭徹尾で論理的。しかしその代わり、言われたことやされた仕打ちは死んでも忘れないタイプ。刑事にしてはオシャレ。
本業が刑事であることは身内にも明かしておらず、出版業界内でも基本的には非公開で、特に連載を持っている出版社には素性を隠している。あまり付き合いの無い出版社にはあっさり明かすこともあるが、洩れなく口止めをしている。
犬養 隼人（いぬかい はやと）
警視庁捜査一課麻生班所属の刑事。検挙率は男性容疑者に限れば警視庁で1,2位を争うほど優秀だが、毒島にはいいようにあしらわれる。新人の頃は毒島について現場をまわっており、容疑者から本音を引き出すためにわざと挑発するようなやり方も、毒島から教わった。本人曰く、口が悪くなったのも毒島の影響。
麻生（あそう）
警視庁捜査一課の班長。毒島には敬語を使う。

## テレビドラマ
『作家刑事 毒島真理』が2020年11月30日にテレビ東京で放送された。原作はシリーズ第1作『作家刑事毒島』。監督は本田隆一。主演は佐々木蔵之介。